# Neurohop
Neurohop – podgatunek muzyki glitch-hop, cechujący się zazwyczaj "glitchową" perkusją, silnymi bassami z Neurofunku, które posiadają zazwyczaj dużo filtrowania, które nadają neurohopowym bassom dużo "poruszania się". Tempo neurohopu waha się między 80 a 120 BPM.
W Neurohopie można również natknąć się na jazzowe, soulowe sample. Przykłady twórców, którzy używają owych sampli: Myselor, Skope.
Jako pionierów Neurohopu uważa się ludzi jak: Billain, Kursa, Disprove, Joe Ford, Amon Tobin, Koan Sound, Skope, MakO.
Termin neurohop pojawił się na początku 2012 roku.
Jako jeden z pierwszych osób zaczął używać go sam Kursa, który stworzył mix dziewięciu piosenek, a mix ten nazwał Let's call it Neurohop.